# Misa Kamiyama
Misa Kamiyama (9 de abril de 1978, Utsunomiya, prefectura de Tochigi) es una música de góspel, cantante y compositora japonesa.

## Datos biográficos
Kamiyama, nacida y criada en una familia de pastores, se familiarizó con los himnos cristianos desde una edad temprana.[cita requerida]
Fue invitada por un amigo de la escuela secundaria a unirse a una banda, lo que la motivó a seguir el camino de la música. En ese entonces, era bajista en una banda llamada 'Route'.[cita requerida]
Después de graduarse de la escuela secundaria, formó la banda 'lot'. En 1998, ganó el Gran Premio en el Primer Concurso de Canciones de Navidad Mos, organizado por Mos Burger, lo que lo llevó a mudarse a Tokio, donde comenzó su carrera al unirse a una agencia de música durante ocho años. Desarrolló una actividad musical importante, logrando realizar conciertos exitosos como solista en locales musicales como Shibuya O-WEST y Duo Music Exchange, ambos ubicados en Tokio.[cita requerida]
Obtuvo el primer lugar en una votación nacional en un programa musical de TV Asahi, y trabajó también en la radio. En el 2013, lanzó su primer álbum de debut con un sello importante titulado Gotas de Luna y, desde entonces, ha publicado álbumes originales y de covers de himnos.[cita requerida]
En el 2020, se lanzó el álbum Cantante de Gospel y Folk para conmemorar los 20 años de su carrera.[cita requerida]
Actualmente, sigue trabajando como solista y su principal lugar de actividad sigue siendo Tokio.

## Discografía
- Te (2002) (SENR-0001)
- Hermosa (2004)
- Pensé en ti mientras miraba al cielo (2005)
- Cosas sin forma (2006)
- El comienzo de un sueño (2007) [2]
- Hasta que nos volvamos a encontrar (2008)
- Cuando esas lágrimas se secan (2008)
- Vive para alguien (2012)
- Gotas de luna (2013)
- Cantante de Gospel y Folk (2020)

## Radio
- Happy Ramble ♪ de Misa Kamiyama, Radiodifusión Tochigi (2006 - 2011)
- Gospel Lady Orebo Revolution, Radio Nipona (2006 - 2007)
- La noche de ensueño de Misa Kamiyama☆, InterFM (2007)
- Dream☆Knight, segmento del programa Juicio Espacial en FM Fuji (2008-presente)
- De mi lado por Misa Kamiyama, FEBC (2017)

## Cine
No me gusta pelear se reprodujo como música de fondo en la escena del restaurante chino en la película española La vida secreta de las palabras. Aparece también en sus primeros álbumes Te y El inicio del sueño.[cita requerida]
Esta canción, además, fue presentada en el Festival Internacional de Cine de Venecia de 2005, en Italia. Asimismo, ganó en cuatro categorías de los Premios Goya, considerados los Óscar de España (Mejor Película, Mejor Director, Mejor Guion y Mejor Producción). La película La vida secreta de las palabras, en donde se reprodujo una de sus canciones, recibió gran reconocimiento en Europa y se estrenó posteriormente en Japón, atrayendo la atención del público.[cita requerida]